# Hella Reelfs

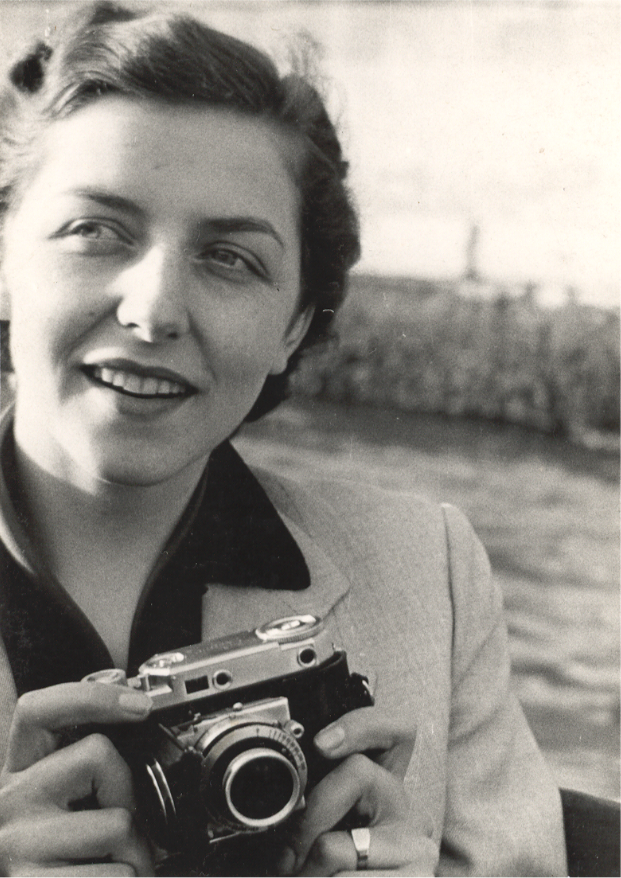
Hella Reelfs um 1953

Hella Reelfs (* 9. Mai 1928 in Hannover als Hella Müller; † 6. August 2006 in Wienhausen) war eine deutsche Kunsthistorikerin.

## Leben und Wirken
Hella Reelfs, geborene Müller, studierte ab 1947 Kunstgeschichte in Göttingen, Freiburg, München und Berlin. Sie promovierte 1957 bei Heinz Tintelnot über das Thema „Natur-Illusion in der Innenraumkunst des späten 18. Jahrhunderts. Ein Beitrag zur Erkenntnis von Rokoko und Frühklassizismus“. Von 1957 bis 1970 war sie mit dem Göttinger Kunsthistoriker und späteren Hochschullehrer Karl Arndt verheiratet; nach der Trennung von ihrem Mann nahm sie den Mädchennamen ihrer Mutter an. Ab 1970 lebte sie wieder in Berlin und arbeitete an einem nicht abgeschlossenen Forschungsprojekt zu Georg Kolbe, wandte sich dann aber den Berliner Künstlern und Werken der Zeit um 1800 zu, in erster Linie Friedrich Gilly. 
Hella Reelfs erreichte mit beharrlicher Energie, dass das Gutshaus Steglitz aus desolatem Zustand geholt und restauriert und als Baudenkmal wiedergewonnen wurde. 1984 initiierte sie die Ausstellung „Friedrich Gilly und die Privatgesellschaft junger Architekten“ im Berlin Museum Schließlich hatte sie wesentlichen Anteil an der nach 1989 erfolgten Wiederherstellung und -einrichtung von Schloss Paretz.
Hella Reelfs war 1990 Gründungsmitglied im Verein Historisches Paretz und Schloss Paretz und Vorstandsmitglied im Verein Freunde der Preußischen Schlösser und Gärten.

## Veröffentlichungen
- Hella Reelfs, Eva Börsch-Supan, Helmut Börsch-Supan, Günther Kühne: Berlin. Kunstdenkmäler und Museen (= Reclams Kunstführer, Band 7). Reclam Verlag, Stuttgart 1977, ISBN 978-3-15-01026-57.
- Hella Reelfs: Schinkel in Tegel. In: Zeitschrift des Deutschen Vereins für Kunstwissenschaft, Bd. 1981, S. 47–65.
- Hella Reelfs: Friedrich Gilly, 1772–1800 und die Privatgesellschaft junger Architekten. Berlin Museum 1984, ISBN 978-3-299-2120-88.
- Hella Reelfs: Levezow, Konrad. In: Neue Deutsche Biographie 14 (1985), S. 393–394. (Online-Version)
- Hella Reelfs, Helmut Börsch-Supan: Gute Partien in Zeichnung und Kolorit. 300 Jahre Kunstsammlung der Akademie der Künste. Stiftung Archiv der Akademie der Künste, Berlin 1997, ISBN 978-3-87584-99-12.